# Trichomycterus spegazzinii
Trichomycterus spegazzinii és una espècie de peix de la família dels tricomictèrids i de l'ordre dels siluriformes. Pot assolir els 10,8 cm de llargària total. Es troba a l'Argentina: Província de Salta i Catamarca.